# Veronika Windisch

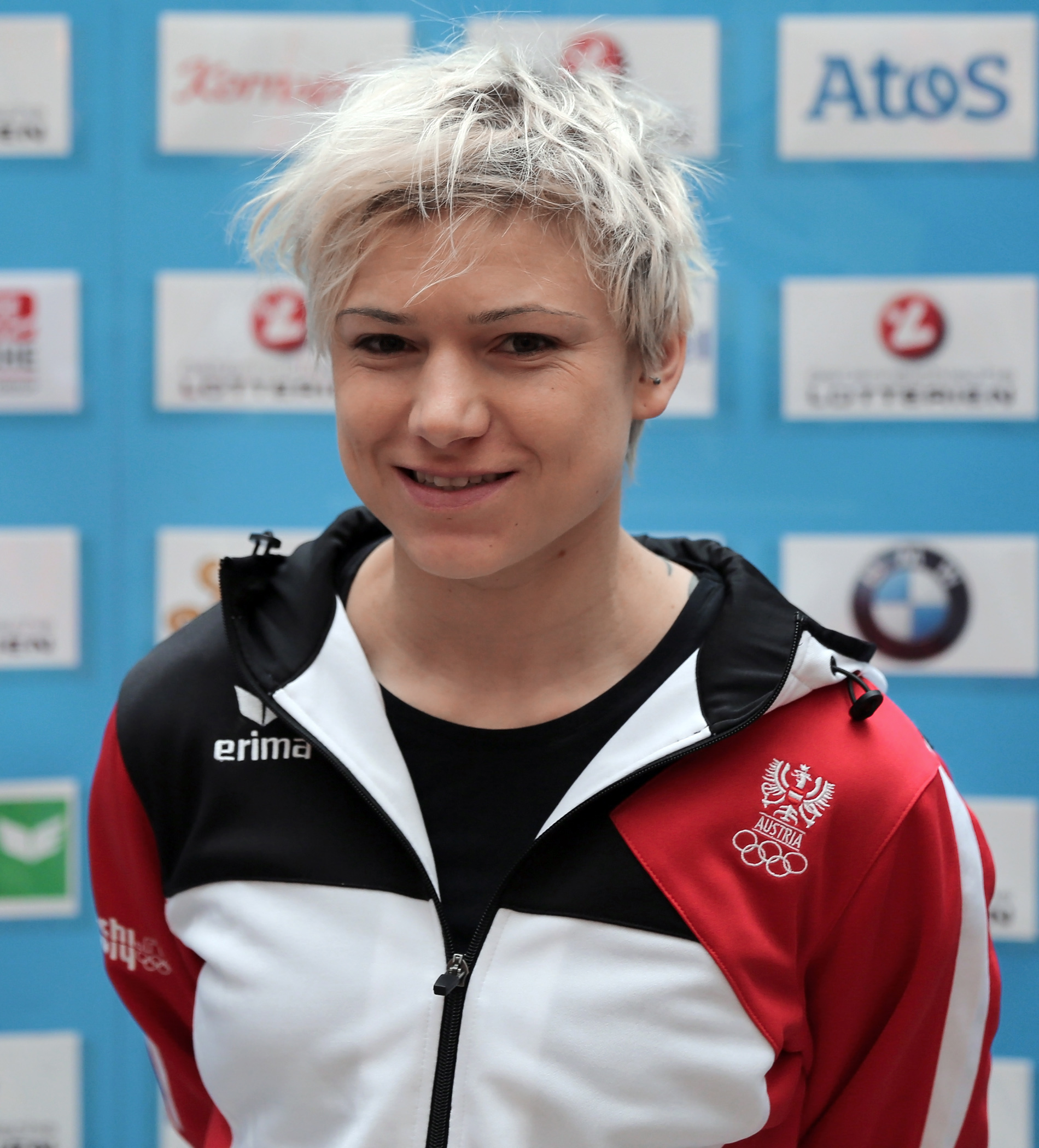
Veronika Windisch (Shorttrack) bei der Einkleidung des österreichischen Teams für die Olympischen Winterspiele 2014

Veronika Windisch (* 9. April 1982 in Graz) ist im Shorttrack-Eisschnelllauf die bislang erfolgreichste österreichische Athletin und zweifache Teilnehmerin bei Olympischen Spielen mit Einzug ins Finale. Seit ihrem Karriereende in Shorttrack bestreitet sie Wettkämpfe in anderen Sportarten auf internationaler Ebene und wurde seither österreichische Meisterin in Obstacle Run Red-Bull-Crashed Ice, Inline-Speedskating, Radsport-Straße und -Bahn.
Sie schloss sich 2007 einer internationalen Trainingsgruppe an und lebte vor den Olympischen Spielen in Vancouver 2010 in Holland (Heerenveen) und Kanada (Calgary) und von 2011 bis 2014 in Deutschland (Dresden).
Abseits der sportlichen Laufbahn schloss sie die zwei universitären Studien der Sportwissenschaften und das Lehramtsstudium für Biologie und Sport ab. Zusätzlich ist sie staatlich geprüfte Fitness- und Athletik- sowie Train-the-Trainer und Resilienztrainerin. Von 2004 bis 2014 war sie im Heeressportzentrum des Österreichischen Bundesheers aktiv.

## Sportlicher Werdegang
Shorttrack (Eislauf)
Veronika Windisch bestritt seit 1994 Wettkämpfe im Shorttrack Eisschnelllauf auf allen Distanzen (500, 1000, 1500 und 3000 m), gehörte seit 1999 dem Nationalteam an und vertrat selbiges auch bei internationalen Großveranstaltungen sowie in Staffel- und Einzelbewerben.
Ab 2003 zählte sie zur Fixstarterin im Weltcup sowie bei Europa- und Weltmeisterschaften. Außerdem qualifizierte sie sich 2010 und 2014 für die Olympischen Winterspiele. Bei letzteren gelang es ihr, sich als erste Österreicherin im Shorttrack den Einzug ins Finale zu sichern.
Sie wurde auch Vizeeuropameisterin und holte Medaillen bei Weltcups und Militärweltmeisterschaften.
Red Bull Crashed Ice
2015 nahm sie erstmals beim Rider´s Cup teil und landete bei diesem ersten Rennen am Podium. Diese Platzierung ermöglichte die Teilnahme an den Weltmeisterschaften, an der sie seit 2017 regelmäßig in verschiedenen Ländern teilnimmt. Auch hier konnte sie einige Podiumsplätzer erreichen, wie z. B. den 3. Platz in St. Paul, USA. Bei dem inzwischen in Ice Cross umbenannten Wettbewerb gewann sie 2021 erstmals den Weltmeister-Titel in Moskau. 2022 wurde der Wettbewerb wegen der Corona-Krise in Divisionen geteilt. In dem Jahr gewann sie die European Division. 2023 gewann sie alle Rennen, an denen sie teilgenommen hat, und holte erneut den Weltmeistertitel. Auch 2024 blieb sie unbesiegt und wurde zum 3. Mal Weltmeisterin.
Inline Speed-Skating (Rollsport)
Nach der ersten Teilnahme 2016 an der österreichischen Staatsmeisterschaft auf der Bahn mit Erstplatzierung, wiederholte sie diese Leistung im Punkterennen und im Marathon in den Jahren 2018 und 2019.
Radsport
Seit 2014 startet sie auch für das ASKÖ Graz und konnte einige Siege bei internationalen Österreich-Cup-Rennen für sich entscheiden.
2016 konnte sie auch auf der Bahn behaupten und wurde über 3000 m Einzelverfolgung österreichische Staatsmeisterin, was ihr auch im Jahr 2019 auch im Straßenradkriterium gelang.
Towerrun (Laufen)
2015 gewann sie ihren ersten Treppenlauf Weltcup am Schlossberg Graz und nimmt seither an internationalen Großveranstaltungen teil. So stelle sie 2016 den Streckenrekord beim Steffl Turmlauf im Wiener Stephansdom ein.
Weiteres
Sie nahm auch an anderen Outdoor Sport-Events teil und gewann u. a. den Linzathlon, vier Mal den Grazathlon und zwei Mal den Rock@Man im Zuge der Erzberg-Adventure-Days.

## Erfolge
Shorttrack-Eisschnelllauf
| Jahr      | Sportart   | Ort            | Event                               | Disziplin                           | Ergebnis  |
| 1999–2020 | Shorttrack |                | Österreichische Staatsmeisterschaft | Österreichische Staatsmeisterschaft | 1. Platz  |
| 2020      | Shorttrack | Innsbruck      | Winter World Master Games           | 1000 m                              | 1. Platz  |
| 2016      | Shorttrack | Sotschi        | Olympische Spiele                   | 1000 m                              | 15. Platz |
| 2015      | Shorttrack | Sotschi        | Olympische Spiele                   | 1500 m                              | 11. Platz |
| 2015      | Shorttrack | Hasselt        | Europacup                           | Gesamtwertung                       | 1. Platz  |
| 2015      | Shorttrack | Dordrecht      | Europameisterschaft                 | 1000 m                              | 9. Platz  |
| 2014      | Shorttrack | Sotschi        | Olympische Spiele                   | 500 m                               | 18. Platz |
| 2014      | Shorttrack | Montreal       | Weltmeisterschaft                   | 1500 m                              | 10. Platz |
| 2013      | Shorttrack | Annecy         | Militär-Weltmeisterschaft           | 500 m                               | 3. Platz  |
| 2013      | Shorttrack | Heerenveen     | Invitation CUP                      | 1500 m                              | 2. Platz  |
| 2013      | Shorttrack | Heerenveen     | Invitation CUP                      | 500 m                               | 3. platz  |
| 2013      | Shorttrack | Annecy         | Militär-Weltmeisterschaft           | 1500 m                              | 2. Platz  |
| 2013      | Shorttrack | Dresden        | Olympic Days                        | gesamt                              | 1. Platz  |
| 2012      | Shorttrack | Salt Lake City | Weltcup                             | 1500 m                              | 7. Platz  |
| 2012      | Shorttrack | Mladá Boleslav | Europameisterschaft                 | 1500 m                              | 5. Platz  |
| 2011      | Shorttrack | Heerenveen     | Europameisterschaft                 | 1500 m                              | 2. Platz  |
| 2011      | Shorttrack | Heerenveen     | Europameisterschaft                 | 3000 m                              | 3. Platz  |
| 2010      | Shorttrack | Sofia          | Weltmeisterschaft                   | 500 m                               | 12. Platz |
| 2010      | Shorttrack | Vancouver      | Olympische Spiele                   |                                     |           |
| 2009      | Shorttrack | Dresden        | Olympic Days                        | gesamt                              | 1. Platz  |
| 2008      | Shorttrack | Mailand        | Weltmeisterschaft                   | 1000 m                              | 8. Platz  |
| 2007      | Shorttrack | Heerenveen     | Weltcup                             | 1000 m                              | 5. Platz  |
| 2007      | Shorttrack | Heerenveen     | Weltcup                             | 1500 m                              | 2. Platz  |
| 2007      | Shorttrack | Turin          | Europameisterschaft                 | 1500 m                              | 5. Platz  |
| 2003      | Shorttrack | Calgary        | Weltcup                             | 1500 m                              | 6. Platz  |
| 1999      | Shorttrack | Poprad         | EYOD                                | 1000 m                              | 3. Platz  |
| 2006/07   | Shorttrack |                | Gesamtweltcup                       | 1500 m                              | 6. Platz  |
| 2006/07   | Shorttrack |                | Gesamtweltcup                       | 1000 m                              | 6. Platz  |

Red-Bull-Crashed-Ice
| 2020 | Ice-Cross-Downhill | Rautalampi | Weltcup                                         | 3. Platz  |
| 2019 | Ice-Cross-Downhill | Judenburg  | Österr. Meisterschaft                           | 1. Platz  |
| 2019 | Ice-Cross-Downhill | Judenburg  | Weltcup                                         | 3. Platz  |
| 2018 | Ice-Cross-Downhill | St. Paul   | Weltmeisterschaft                               | 3. Platz  |
| 2018 | Ice-Cross-Downhill | Yokohama   | Weltmeisterschaft                               | 4. Platz  |
| 2017 | Ice-Cross-Downhill | Wagrain    | Weltcup Ice Cross Downhill                      | 1. Platz  |
| 2017 | Ice-Cross-Downhill | Marseille  | Weltmeisterschaft                               | 7. Platz  |
| 2017 | Ice-Cross-Downhill | Jyväskilä  | Weltmeisterschaft                               | 4. Platz  |
| 2016 | Ice-Cross-Downhill | Wagrain    | Rider´s Cup                                     | 1. Platz  |
| 2016 | Ice-Cross-Downhill | München    | Weltmeisterschaft Red Bull Crashed Ice Downhill | 15. Platz |
| 2015 | Ice-Cross-Downhill | Wagrain    | Rider´s Cup                                     | 2. Platz  |
| 2014 | Ice-Cross-Downhill | Wagrain    | Rider´s Cup                                     | 3. Platz  |

Inline Speed Skating
| 2018/2019 | Inline Speed Skating | Salzburg | Österr. Staatsmeisterschaft Marathon           | 1. Platz |
| 2018/2019 | Inline Speed Skating | Wien     | Österr. Staatsmeisterschaft Bahn (Elimination) | 1. Platz |
| 2018      | Inline Speed Skating | Salzburg | Europacup                                      | 3. Platz |
| 2017      | Inline Speed Skating | Salzburg | Österr. Staatsmeisterschaft Marathon           | 2. Platz |
| 2016      | Inline Speed Skating | Ternitz  | Österr. Staatsmeisterschaft Bahn               | 1. Platz |

Radsport
| 2019      | Straßenrad   | Kaindorf          | 3h Sprint Ultraradchallenge                              | 1. Platz  |
| 2019      | Kriterium    | Kleinengersdorf   | Österr. Staatsmeisterschaft Kriterium                    | 1. Platz  |
| 2019      | Bahnrad      | Wien              | Österr. Staatsmeisterschaft 3000 m                       | 1. Platz  |
| 2018      | Kriterium    | Wels              | Int. Radkrieterium Wels                                  | 2. Platz  |
| 2018      | Straße       | Schwaz/Tirol      | Ö-Cup                                                    | 1. Platz  |
| 2018      | Kriterium    | Kleinengersdorf   | Österr. Meisterschaft Kriterium                          | 3. Platz  |
| 2018      | Bahnrad      | Wien              | Österr. Staatsmeisterschaft 500 m                        | 2. Platz  |
| 2017      | Straße       | Grafenbach        | Ö – Cup Straße                                           | 1. Platz  |
| 2017      | Bahnrad      | Wien              | Österr. Staatsmeisterschaft 3000 m                       | 1. Platz  |
| 2016      | Tagesrennen  | Markersdorf       | GP Fliegerhorst ÖCup                                     | 3. Platz  |
| 2016      | Kriterium    | Wels              | Int. Innenstadtkiterium                                  | 2. Platz  |
| 2016      | Straße       | Bischofshofen     | Ö-Cup, Rad: Straße                                       | 1. Platz  |
| 2016      | Bahnrad      | Wien              | Österr. Staatsmeisterschaft Omnium                       | 2. Platz  |
| 2015      | Straße       | Hartberg          | Steirische Meisterschaft                                 | 1. Platz  |
| 2015      | Straße       | Güssing           | Österreichische Meisterschaft                            | 5. Platz  |
| 2015      | Mountainbike | A-D-I             | Bike Transalp 7 Tage Etappenrennen Mixed                 | 3. Platz  |
| 2014      | Rundfahrt    | Langenlois        | Internationale Radsporttage Langenlois                   | 20. Platz |
| 2014      | Straße       | Grafenbach        | Österreichische Meisterschaft Straße                     | 6. Platz  |
| 2014      | Straße       | Grafenbach        | Steirische Meisterschaft                                 | 1. Platz  |
| 2014      | Kriterium    | Wels              | int. Radkriterium Wels                                   | 8. Platz  |
| 2014      | Straße       | Hartberg          | intern. Weltradsportwoche                                | 1. Platz  |
| 2014      | Kriterium    | Hartberg          | intern. Weltradsportwoche                                | 1. Platz  |
| 2018/2019 | Straße       | Grafenbach        | Ö-Cup                                                    | 1. Platz  |
| 2018/2019 | Kriterium    | St. Ruprecht/Raab | Frisch Saftig Steirisch Kriterium                        | 1. Platz  |
| 2015/2016 | Rundfahrt    | Trentino, Toscana | Nationalteameinsätze Tour de Trentino, Toscana Rundfahrt |           |
| 2017      | Bahnrad      | Wien              | Österr. Staatsmeisterschaft                              | 1. Platz  |
| 2019      | Kriterium    | Kleinengersdorf   | Österr. Meisterschaft                                    | 1. Platz  |
| 2022      | Kriterium    | Graz              | Int. Altstadtkriterium                                   | 1. Platz  |
| 2022      | Kriterium    | Wels              | Int. Kriterium                                           | 1. Platz  |

Towerrunning
| 2018/2019 | Towerrunning | Pyramidenkogel | Weltcup Pyramidenkogel  | 1. Platz              |
| 2018      | Towerrunning | Bratislava     | Weltcup 160             | 1. Platz              |
| 2017      | Towerrunning | Paris          | Eliterennen Eiffelturm  | 5. Platz              |
| 2017      | Towerrunning | A-CZE-SVK      | Weltcup 160             | 3. Platz              |
| 2016–2018 | Towerrunning | Wien           | Weltcup Haus des Meeres | 1. Platz              |
| 2016      | Towerrunning | Wien           | Eliterennen Stephansdom | 1. Platz (Weltrekord) |
| 2015      | Towerrunning | Graz           | Weltcup Schloßberg      | 1. Platz              |

Weitere Outdoor Sport-Events
| 2010, 2011, 2014, 2016 | Duathlon | Graz          | Schöckel Classic Duathlon        | 1. Platz |
| 2019                   | Dirtrun  | Linz          | Linzathlon                       | 1. Platz |
| 2018/2019              | Duathlon | Graz          | Schöckel Classic Duathlon - Team | 1. Platz |
| 2015/2017              | Laufen   | Bischofshofen | Red Bull 400                     | 3. Platz |
| 2018                   | Laufen   | Bischofshofen | Red Bull 400 Weltmeisterschaft   | 5. Platz |
| 2019                   | Laufen   | Bischofshofen | Red Bull 400                     | 2. Platz |
| 2017–2023              | Dirtrun  | Erzberg       | Erzberg Adventure Days           | 1. Platz |